# نلی بلتران
نلی بلتران (انگلیسی: Nelly Beltrán; ۲۹ اوت ۱۹۲۵ – ۲ دسامبر ۲۰۰۷) بازیگر اهل آرژانتین بود.